# Eugène Grassi
Eugène Cinda Grassi (dit « Gr. Sagis » ; Bangkok, 5 juillet 1881 – Paris, 8 juin 1941), est un compositeur français.

## Biographie
Eugène Grassi naît à Bangkok (Siam) de parents français. Il se rend en France pour faire ses études de lettres à la Sorbonne et musicales, avec Vincent d'Indy et Bourgault-Ducoudray en 1905 et 1910. Il retourne au Siam en 1910–1913 pour faire des recherches et collecter des musiques traditionnelles, source de son inspiration. Il vit ensuite à Paris se consacrant essentiellement à la composition.
Ses œuvres en reflètent l'influence ainsi que celle de Claude Debussy.

## Œuvre

### Mélodies
- Cinq mélodies siamoises, pour voix et piano/orchestration par F. Delamarche des 1re et 4e (1910, éd. Paris A. Z. Mathot 1913 ; orch. 1925) (BNF 44854809), (BNF 43025651) — Paroles de Michel Dimitri Calvocoressi.
  1. La Mort de Pra Naraï,
  2. Prière de Nang-Sisuda,
  3. Chanson de Nang-Sisuda,
  4. L'Espiègle,
  5. Le Lac maudit - Légende.
- L'Iran Matinal, poème de M. P. R. du Costal (1920).
- Trois poèmes bouddhiques, pour chant, avec accompagnement de violon, hautbois ou second violon, violoncelle et piano à quatre mains (1921, éd. Heugel) Poésie de Marguerite Combes. Création, le 4 mars 1921 (no 2).
  1. Les oiseaux inspirés,
  2. La Procession,
  3. Le Réveil des bouddhas.
- Chanson nostalgique, chant et piano (1922, Heugel)
- Valse vocalises à l'usage des cours de chant, pour deux voix féminines et piano (1922, Heugel) (BNF 43025670)
- Nuit tropicale, pour voix et orchestre (1921) Création le 4 mars 1921.
- Voile qui fuis… quintette vocal avec chœurs ad libitum (1926, Deiss) (BNF 43025671)

### Orchestre
- Le réveil de Bouddha, poème symphonique. Création à Paris le 20 février 1920.
- Le poème de l'Univers (1919) Création à Paris, 8 avril 1922 aux Concerts Pasdeloup.
- Les Équinoxes, suite pour piano et orchestre (1921) Création, 25 novembre 1921.
- Chanson nostalgique, pour voix et orchestre (1921) Création, décembre 1922.
- La Fête du Zakmoukou, danse assyrienne, pour piano/orchestre (1922, éd. Deiss & Crépin 1925) pour la musique de scène de Judith, d'Henri Bernstein. Créations : 12 octobre 1922 et aux Concerts Pasdeloup le 23 décembre 1922 (BNF 44854808), (BNF 43025653).
- Mélopée, Thaïe, pour violon et piano/petit orchestre (1922, Deiss et Crépin 1923) (BNF 43025659), (BNF 43025661)
- Sukhanimitra, dame en miniature (1925)
- Les Sanctuaires (1924, éd. Deiss et Crépin) Création à Paris, 25 mars 1926 (BNF 43025665).
  - I. Mosquée (islamisme)
  - II. Église (christianisme) pour piano et chant
  - III. Pagode (bouddhisme)
- Sukhamitra, pour flûte et piano (1926, Deiss) (BNF 43025668)
- Complainte laotienne, pour flûte et piano/orchestre (1926, Deiss) (BNF 43025650)
- Fête khmère, pour orchestre (1928, Deiss) (BNF 43025654)
- Prélude et Légende héroïque, pour piano et orchestre (1929, Heugel) (BNF 43025663).

### Ballet
- Aspagna, ballet (1935)
- Amour et magie, ballet en 3 actes et 5 tableaux (1935) (BNF 43025647) — Sur un livret de Victor-Émile Michelet et Jacques Trève.

### Écrits
- « La Musique et le Sport » (l’avènement de la musique sportive, contributions diverses, avec petit dessin) — avec François

Bouriello, dans Le Guide du concert, 31 octobre 1924
- « La Danse classique siamoise », dans Le Guide du concert, 11 décembre 1925 et 1er et 29 janvier 1926. Illustration de Jean Buhot.
- D'une musique nouvelle : reconstruire (Heugel, 1926) (OCLC 25703774), (BNF 32190278)
- « Le Ramayana » dans Le Ménestrel, 14 janvier 1927 (BNF 38691747)